# Anisacate fuegianum
Anisacate fuegianum är en spindelart som först beskrevs av Simon 1884.  Anisacate fuegianum ingår i släktet Anisacate och familjen mörkerspindlar. Utöver nominatformen finns också underarten A. f. bransfieldi.